# Pleospora tragacanthae
Pleospora tragacanthae är en svampart som beskrevs av Ludwig Rabenhorst 1877. Pleospora tragacanthae ingår i släktet Pleospora och familjen Pleosporaceae.  Arten är reproducerande i Sverige. Inga underarter finns listade i Catalogue of Life.